# Fussa
Fussa (福生市, Fussa-shi) est une ville de la métropole de Tokyo, au Japon.

## Géographie

### Localisation
Fussa se trouve dans le centre ouest de la métropole de Tokyo, sur le plateau de Musashino.

### Municipalités limitrophes
| Hamura  | Mizuho   | Musashimurayama |
| Akiruno | Fussa    | Tachikawa       |
| Akiruno | Hachiōji | Akishima        |

### Démographie
En 2006, la population de la ville de Fussa était de 61 537 habitants, répartis une superficie de 10,16 km2. En décembre 2024, la population était estimée à 56 546 habitants.

### Hydrographie
Fussa est bordée par le fleuve Tama à l'ouest.

## Histoire
Le village moderne de Fussa est créé en 1868. Fussa est élevé au rang de bourg en 1940, et un aérodrome est construit pour l'armée impériale japonaise. Fussa devient le centre d'essais aéronautiques de l'armée en 1942. Pendant la Seconde Guerre mondiale, la zone ne subit que de légers bombardements, et les installations militaires sont reprises, pour la plupart intactes, par l'armée américaine après la guerre. 
Après la guerre, Fussa connait une expansion rapide grâce à la construction de quartiers de logements sociaux et est élevé au rang de ville le 1er juillet 1970.

## Économie
La base aérienne de Yokota, partagée entre l'United States Air Force et les force aérienne japonaise, occupe environ un tiers du territoire de Fussa, à l'est. L'économie de la ville est liée en partie à la base militaire avec de nombreux restaurants et bars de style américain près de cette dernière.

## Transports
Fussa est desservie par les lignes Hachikō, Itsukaichi et Ōme de la JR East. La gare de Fussa est la principale gare de la ville.

## Symboles municipaux
Les symboles de Fussa sont l'osmanthus, l'azalée et la mésange charbonnière.